# Günther Glatz
Günther Glatz (* 1. September 1923 in Breslau; † 11. November 1990 in Hamburg) war ein deutscher Politiker (FDP).
Glatz arbeitete als Studienrat an einer Sonderschule in Harburg. Von April 1982 bis zu seinem Tode war Glatz Präses des Zentralausschusses Hamburgischer Bürgervereine. Er gehörte neben Hans Iska-Holtz und Michael Weidmann zu den „Vätern“ des „Hamburger Bürgertages“. Er schuf die Auszeichnung „Portugaleser Bürger danken“.
Von 1970 bis 1978 gehörte Glatz für die FDP der Hamburgischen Bürgerschaft an. 1970 wurde Glatz, der in Stillhorn wohnte, auch in die Bezirksversammlung im Bezirk Harburg gewählt. Er legte das Mandat jedoch schon nach wenigen Wochen nieder, um sich auf die Arbeit als Bürgerschaftsabgeordneter zu konzentrieren.